# 生祥與瓦窯坑3
生祥與瓦窯坑3是臺灣的樂團。交工樂隊解散之後，主唱林生祥及其他樂手共同組成了生祥與瓦窯坑3，並且於2004年10月發表專輯《臨暗》，內容仍不改其關懷本質，描寫社會底層的人勞動的生活與心境。相較於交工樂隊時期的音樂，這張專輯在內容與表現的形式上，較過去沈穩，少了激昂熱烈的呼喊，卻將批判帶往更深沈的境地，因此於第16屆金曲獎入圍多項獎項，並獲得了「最佳流行音樂作詞人獎」、「最佳客語流行音樂演唱專輯獎」、「最佳樂團獎」。

## 團員
- 主唱／吉他手：林生祥
- 口琴手：彭家熙（小彭）
- 三弦／月琴／琵琶：鍾玉鳳
- 無琴格貝斯手：陸家駿（小六）
- 筆手／唸詩：鍾永豐

## 發表專輯
- 《臨暗》
  - 臨暗 （页面存档备份，存于）
  - 都市開基祖 （页面存档备份，存于）
  - 頭路
  - 三班制 （页面存档备份，存于）
  - 輾來輾去 （页面存档备份，存于）
  - 緊來緊賤 （页面存档备份，存于）
  - 古錐仔 （页面存档备份，存于）
  - 冇頭冇路
  - 大水樵 （页面存档备份，存于）
  - 痛苦像井 （页面存档备份，存于）
  - 路還要行 （页面存档备份，存于）
  - 細妹，汝看 （页面存档备份，存于）

## 外部連結
- 生祥與瓦窯坑３ （页面存档备份，存于）
- 張世倫 為勞動者造相—評林生祥與瓦窯坑３的專輯「臨暗」 （页面存档备份，存于）
- 「臨暗」，是最好的勞動節紀念品！
- 李怡道 平靜，而殘酷　試評《臨暗》